# Paraepepeotes gigas
Paraepepeotes gigas là một loài bọ cánh cứng trong họ Cerambycidae.